# Frau von Österöd
Von der Frau von Österöd, schwedisch Kvinnan från Österöd, wurde 1903 ein Skelett in Österöd, Gemeinde Lysekil, Provinz Västra Götalands län entdeckt. Es wurde 2007 datiert und gilt mit einem Alter von etwa 10.200 Jahren als das älteste in Skandinavien gefundene Skelett. Es wird eine Bestattung in sitzender Position vermutet. Die Frau war mindestens 60, wahrscheinlich aber 84 bis 88 Jahre alt und etwa 170 cm groß.